# Jiřina Lhotská
Jiřina Lhotská (* 28. března 1947 Praha) je česká herečka, dramaturgyně a pedagožka.

## Životopis
Narodila se v Praze a již od svých dětských let se věnovala přednesu. Roku 1965 maturovala na SVVŠ Přípotoční v Praze 10, kde poprvé vystupovala v divadle (např. 1964 Děvčata z Brook Valley). 1965–1967 vystudovala nástavbu na grafické škole. Později přesídlila do středních Čech. Roku 2002 ji však zasáhla povodeň (při níž přišla mj. o všechny fotografie, včetně divadelních), přestěhovala se tedy do Kladrub v Jižních Čechách

## Kariéra
V letech 1967–1971 pracovala jako technická redaktorka n. p. Svoboda v Praze a přitom hrála v pražském divadelním souboru Máj (1965–1971). V letech 1971–1999 hrála v inscenacích mělnického Nového divadla a v letech 1972–1984 pracovala jako dramaturg v KD Mělník. Od roku 1984 se začala zajímat o divadlo hrané dětmi. 1984–1989 studovala dálkově dramaturgii na DAMU a zároveň učila na literárně dramatickém oboru LŠU v Neratovicích. (1984–1986)
1984 zakládá Literárně dramatický obor na LŠU v Mělníku
1984–1991 na LŠU / (od 1991) ZUŠ Mělník vytvořila inscenace:
- 1985 Na Silvestra v poledne
- 1986 Rodinné album
- 1987 Grotesky (NP děti recitace Mělník 1987, celostátní přehlídka LDO LŠU Most 1989),
- 1987 Slunce a stromy (NP děti recitace Mělník 1991)
- 1988 Královna Koloběžka (Kaplické divadelní léto 1989, celostátní přehlídka LDO LŠU Most 1989)
- 1992 Samí známí (Dětská scéna 1992)

1990–1995 byla odbornou asistentkou katedry výchovné dramatiky DAMU
1994–1995 učila dramatickou výchovu na gymnáziu PORG
1995–1996 učila na gymnáziu J. Palacha v Neratovicích.

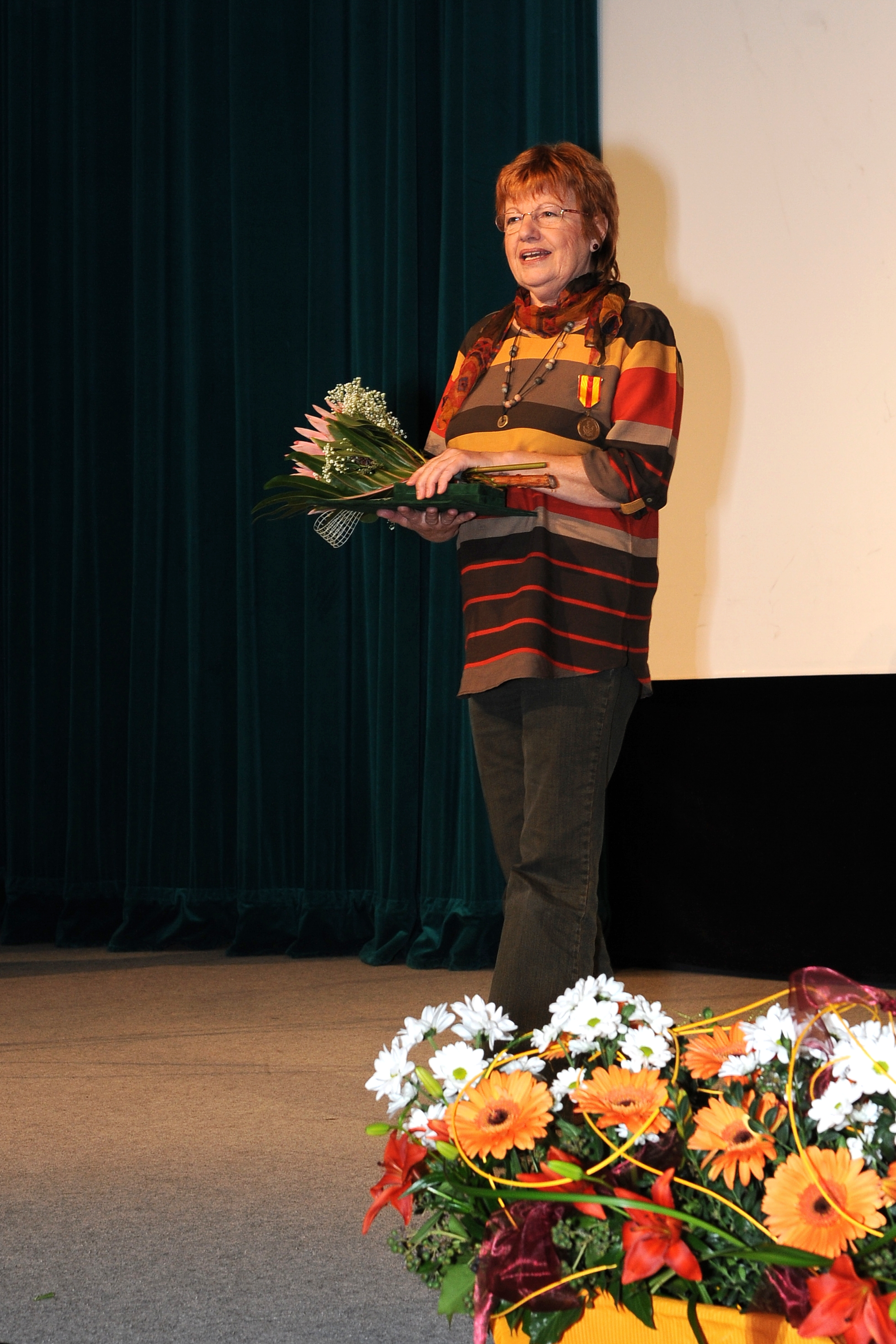
Bronzový řád Města Mělníka 2011

1995–2004 byla ředitelkou ZUŠ Kralupy Archivováno 28. 8. 2013 na Wayback Machine. a jako učitelka LDO tu s dětským souborem vytvořila např. inscenace:
- 1999 Havrane z kamene
- 2001 Kavárna literárních poklesků (celostátní přehlídka LDO ZUŠ 2001 v Hradci Králové)
- 2002 Nevhodná pohádka a Kocomour

Od r. 2004 učí na literárně dramatickém oboru ZUŠ Strakonice, kde dosud inscenovala např.:
- 2004 Rodinné album
- 2005 Příšerky a příšeři
- 2006 Sísa Kyselá
- 2007 Nevhodná pohádka
- 2008 Gothamské pohádky
- 2008 Snad zítra
- 2008 Jamie a upíři
- 2008 Jak se dělá divadlo
- 2009 Je to naprosto jisté (DS 2009, JH 2009).

Jako pedagog vede děti i k přednesu (účast na národních přehlídkách Dětská scéna, Wolkrův Prostějov).
2009 sehrála vdovu v inscenaci DS Ochotník Kladruby Ach, ta něha našich dam.
Mnohokrát byla lektorkou a porotkyní v oboru dramatické výchovy, dětského přednesu a dětského divadla, mj. na Dětské scéně, Wolkrově Prostějovu, Jiráskově Hronovu Archivováno 6. 8. 2011 na Wayback Machine., Mladé scéně, Loutkářské Chrudimi či FEMADu Archivováno 12. 9. 2012 na Wayback Machine..
Řadu let je členkou poradního sboru pro dětské divadlo a recitaci,
1991–1994 člen odborné rady ARTAMA pro amatérské divadlo, byla i členkou redakční rady Amatérské scény.
Divadelně ji ovlivnily především dvě osobnosti – Jiří Beneš a Vladimír Dědek, později i řada seminářů a přehlídek, jež v různých funkcích absolvovala. Začínala jako herečka pravidelného repertoáru a také v divadle hraném dětmi se od počátku soustředila především na vnitřní režii – práci s hercem. V tom také docílila hned na počátku svého největšího úspěchu s Královnou koloběžkou, která vynikala až překvapivě zvnitřnělým herectvím starších školních dětí. V posledních letech hledá i netradiční cesty, včetně aktivnějšího zapojení scénografie, loutkářských prvků, použití náznaků voice-bandu apod. Vždy je jí vlastní poctivé a soustavné promýšlení inscenace, citlivá spolupráce s dětskými svěřenci a schopnost sebereflexe ve všech fázích tvorby a provozování inscenace.

### Důležité role

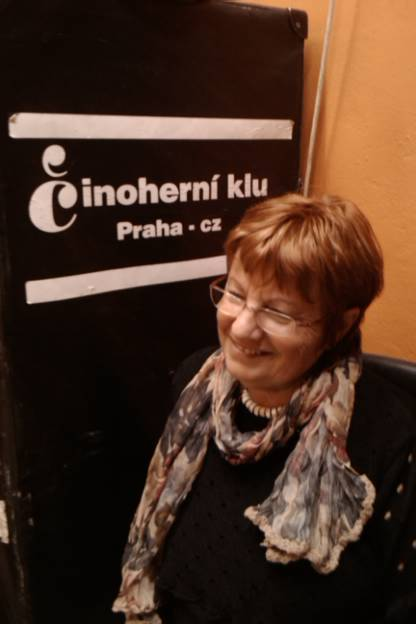
2011

#### Máj
- 1966 Můj bratr Vinnetou (role Nšo-či)
- 1965 Hrabě Monte Christo (Evženie Danglarsová)
- 1968 Stará historie (služka Zanina)
- 1971 Opalu má každý rád (Gloria)

#### Nové divadlo
- 1973 Jak měl Rumcajs Cipíska
- 1974 Lucerna (Hanička)
- 1976 Revizor (Máša)
- 1979 Kterak se čert o princeznu pokoušel (princezna)
- 1980 Bílá nemoc (maršálova dcera)
- 1981 Mejdan na písku (zpěvačka)
- 1982 Dům na nebesích (Klára)
- 1987 Dva muži v šachu (Bianca)
- 1985 Maribel a podivná rodina (Maribel)
- 1992 Rajčatům se letos nedaří (Myra Marlowová)
- 2002 Král Colas (Lasička)
- 1989 zde režírovala pohádku Jak se žerou princezny

### Z účasti souborů, které Jiřina Lhotská vedla, na národních přehlídkách
- 1987 NPDRRK Mělník: RS LŠU: M. Černík - J. Lhotská: Grotesky
- 1989 KDL: DDS LDO LŠU: J. Werich - J. Lhotská: Královna Koloběžka
- 1991 NPDRRK Mělník: Soubor ZUŠ: M. Macourek - J. Lhotská: Slunce a stromy
- 1992 NPDRRK Ústí nad Orlicí: LDO ZUŠ: E. Frynta - J. Lhotská: Samí známí

### Časopisecké
- ČÍM se můžeme chlubit a co nám chybí. Ze zápisníku jedné z českých lektorek. Tvořivá dramatika, 1992, roč. III, č. 7-8

### Adaptace, hry
- LHOTSKÁ Jiřina – Černík Michal: Grotesky. Tvořivá dramatika, 2003, roč. XIV, č. 3 (39), Dětská scéna 12
- LHOTSKÁ Jiřina – Werich Jan: Královna Koloběžka. Tvořivá dramatika, 2003, roč. XIV, č. 3 (39), Dětská scéna 12
- LHOTSKÁ Jiřina – Werich Jan: Královna koloběžka, Loutkář 1991, č. 7, str. 166-167
- MACOUREK Miloš – Lhotská Jiřina: Slunce a stromy. Tvořivá dramatika, roč. III, č. 5 (1992)